# Джордан Спенс
Джордан Спенс (англ. Jordan Spence, нар. 24 травня 1990, Лондон) — англійський футболіст, захисник клубу «Іпсвіч Таун».

## Клубна кар'єра
У дорослому футболі дебютував 2008 року виступами за «Вест Гем Юнайтед», проте до основної команди пробитись не зумів.
Протягом 2007–2009 років на правах оренди захищав кольори нижчолігових «Лейтон Орієнт» та «Сканторп Юнайтед».
2010 року дебютував за «Вест Гем Юнайтед», проте знову не зміг закріпитись в команді, і 2011 року знову на правах оренди пішов в «Бристоль Сіті», за який відіграв 21 матч в національному чемпіонаті.
З літа 2012 року знову виступає за «Вест Гем Юнайтед».

## Виступи за збірні
2005 року дебютував у складі юнацької збірної Англії, у складі якої взяв участь у юнацькому (U-17) Євро-2007 та юнацькому чемпіонаті світу 2007 року. Всього зіграв у 32 іграх на юнацькому рівні, відзначившись 2 забитими голами.
У березні 2011 року провів один матч у складі молодіжної збірної Англії в матчі проти однолітків з Ісландії (2:1).